# Liga Nacional de Guatemala 1983
La Liga Nacional de Guatemala 1983 es el trigésimo segundo torneo de Liga de fútbol de Guatemala. El campeón del torneo fue el Suchitepéquez, consiguiendo su primer título de liga.

## Formato
El formato del torneo era de todos contra todos a dos vueltas, donde el primer lugar era el campeón.  El último lugar descendería a la categoría inmediata inferior.
Por ganar el partido se otorgaban 2 puntos, si era empate era un punto, por perder el partido no se otorgaban puntos.

## Equipos participantes
| Club                     | Ciudad              | Departamento   | Estadio                            |
| ------------------------ | ------------------- | -------------- | ---------------------------------- |
| Antigua Guatemala        | Antigua Guatemala   | Sacatepéquez   | Estadio Pensativo                  |
| Aurora                   | Ciudad de Guatemala | Guatemala      | Estadio del Ejército               |
| Cobán Imperial           | Cobán               | Alta Verapaz   | Estadio José Ángel Rossi           |
| Comunicaciones           | Ciudad de Guatemala | Guatemala      | Estadio Mateo Flores               |
| Finanzas Industriales    | Amatitlán           | Guatemala      | Estadio Municipal de Amatitlán     |
| Galcasa                  | Villa Nueva         | Guatemala      | Estadio Galcasa de Villa Nueva     |
| Izabal Juventud Católica | Puerto Barrios      | Izabal         | Estadio Roy Fearon                 |
| Jalapa                   | Jalapa              | Jalapa         | Estadio Edilberto Bonilla          |
| Juventud Retalteca       | Retalhuleu          | Retalhuleu     | Estadio Óscar Monterroso Izaguirre |
| Municipal                | Ciudad de Guatemala | Guatemala      | Estadio Mateo Flores               |
| Suchitepéquez            | Mazatenango         | Suchitepéquez  | Estadio Carlos Salazar Hijo        |
| Xelajú MC                | Quetzaltenango      | Quetzaltenango | Estadio Mario Camposeco            |

### Equipos por Departamento
| Departamento   | N.º | Equipos                                                            |
| -------------- | --- | ------------------------------------------------------------------ |
| Alta Verapaz   | 1   | Cobán Imperial                                                     |
| Guatemala      | 5   | Aurora, Comunicaciones, Finanzas Industriales, Galcasa, Municipal. |
| Izabal         | 1   | Izabal Juventud Católica                                           |
| Jalapa         | 1   | Jalapa                                                             |
| Quetzaltenango | 1   | Xelajú Mario Camposeco                                             |
| Retalhuleu     | 1   | Juventud Retalteca                                                 |
| Sacatepéquez   | 1   | Antigua Guatemala                                                  |
| Suchitepéquez  | 1   | Suchitepéquez                                                      |

## Clasificación
|  | Pos. | Equipos                  | PJ | PG | PE | PP | GF | GC | Dif. | PTS | Clasificación                                                                               |
|  | ---- | ------------------------ | -- | -- | -- | -- | -- | -- | ---- | --- | ------------------------------------------------------------------------------------------- |
|  | 1º   | Suchitepéquez            | 22 | 16 | 4  | 2  | 44 | 12 | +32  | 36  | Copa de Campeones de la Concacaf 1984 - Primera fase Copa Fraternidad 1984 - Fase de grupos |
|  | 2º   | Comunicaciones           | 22 | 10 | 11 | 1  | 31 | 14 | +16  | 31  | Copa de Campeones de la Concacaf 1984 - Primera fase Copa Fraternidad 1984 - Fase de grupos |
|  | 3º   | Finanzas Industriales    | 22 | 10 | 6  | 6  | 38 | 37 | +1   | 26  |                                                                                             |
|  | 4º   | Cobán Imperial           | 22 | 7  | 10 | 5  | 34 | 27 | +7   | 24  |                                                                                             |
|  | 5º   | Jalapa                   | 22 | 8  | 6  | 8  | 32 | 27 | +5   | 22  |                                                                                             |
|  | 6º   | Aurora                   | 22 | 7  | 7  | 8  | 23 | 24 | -1   | 21  | Copa Fraternidad 1984 - Fase de grupos                                                      |
|  | 7º   | Galcasa                  | 22 | 5  | 10 | 7  | 25 | 32 | -7   | 20  |                                                                                             |
|  | 8º   | Izabal Juventud Católica | 22 | 6  | 7  | 9  | 17 | 24 | -7   | 19  |                                                                                             |
|  | 9°   | Municipal                | 22 | 5  | 9  | 8  | 27 | 37 | -10  | 19  |                                                                                             |
|  | 10º  | Xelajú MC                | 22 | 4  | 10 | 8  | 23 | 33 | -10  | 18  |                                                                                             |
|  | 11°  | Juventud Retalteca       | 22 | 4  | 8  | 10 | 24 | 28 | -4   | 16  |                                                                                             |
|  | 12°  | Antigua Guatemala        | 22 | 3  | 6  | 13 | 15 | 38 | -23  | 12  | Descendido a la Liga de Ascenso 1984                                                        |
|  |      |                          |    |    |    |    |    |    |      |     |                                                                                             |

## Campeón
| Campeón Temporada 1983  |
| Suchitepéquez 1º Título |
| ----------------------- |